# Dera Ismail Khan Airport

i7
i11
i13
Der Dera Ismail Khan Airport oder auch bekannt unter Flughafen D. I. Khan liegt 10 km vom Stadtzentrum von Dera Ismail Khan entfernt, einer Stadt in der Provinz Khyber Pakhtunkhwa in Pakistan.

## Geschichte
Der Flughafen Dera Ismail Khan wurde nach Ausbruch des Krieges in Afghanistan 2001 aus nicht näher erläuterten Gründen geschlossen. Der Flughafen wurde 2006 wiedereröffnet, als eine Delegation aus der Region Islamabad besuchte. Die Kosten für die Wiedereröffnung beliefen sich auf Rs. 4 Mio. Das Geld wurde für die Reparatur der Start- und Landebahnen und des Terminalgebäudes verwendet. Die einzige aktive Fluggesellschaft war die PIA, die Flüge nach Islamabad, Multan, Peschawar und Zhob durch eine Zubringerlinie anbot. Der Betreiber des Flughafens, CAA, entschied, dass der Flughafen auch nationale und internationale Flüge anbieten sollte, um Menschen, die im Ausland arbeiten sowie der Business Community Erleichterungen zu bieten. Der erste Flug war von Islamabad nach Peshawar geplant. Jedoch wurde die Idee, internationale Flüge anzubieten, wieder verworfen.

## Infrastruktur
Der Flughafen Dera Ismail Khan gehört nicht zu den größten Flughäfen Pakistans, da er eher für die Bevölkerung von Dera Ismail Khan gedacht ist. Der Flughafen ist für kleinere Flugzeuge ausgelegt, wie Fokker F-27 und ATRs. Der Flughafen ist gegenwärtig nicht für größere Flugzeuge wie Airbus oder Boeing eingerichtet. Der Flughafen verfügt über eine Bahn mit der Richtung 12/30. Der Flughafen befindet sich in der Nähe der Chashma Road. Die Chashma Road beginnt vom Sheikh Yousif Chowk und geht bis nach Kokar, Paharpur, Bilot Sharif und ungefähr 80 km vom Kernkraftwerk Chashma in der Nähe von Mianwali. Im Jahr 2015/16 gab es 61 nationale Passagiere und 10 Flugbewegungen. Für die Zukunft ist geplant, dass der Flughafen weiter ausgebaut wird und in der Zukunft auch internationale Flüge anbieten wird, um der Bevölkerung in der Region Erleichterungen zu bieten.

## Airline und Flugziele
Der Flughafen Dera Ismail Khan bietet derzeit nur nationale Flüge nach Islamabad, Peshawar und Zhob an.